# Wilhelm Gelotte
Wilhelm Gelotte (Älvkarleby, 20 september 1859 – Skutskär, 21 december 1950) was een Zweeds violist en klarinettist uit de omgeving van Skutskär.

## Levensloop
Zijn voorouders waren begin 17e eeuw verhuisd van Wallonië naar Zweden. Die familie kwam in het bezit van een psalmodikon (snaarinstrument met één snaar), die Wilhelm leerde bespelen. Voorts zong hij in het plaatselijk kerkkoor. Zijn oma Liesmeden Forslöv had een viool en al doende leerde hij die ook bespelen vanaf zijn tiende levensjaar. Hij speelde ooit op een trouwerij en de priester van dienst vroeg, waar hij op zo’n jonge leeftijd zo goed had leren spelen. De familie verhuisde naar Gävle en Wilhelm Gelotte kreeg vervolgens klarinetles in de militaire band van het regiment in Hälsingland. Hij viel op en mocht verder studeren aan de Musikaliska Akademien. Hij werd gevraagd in de plaatselijk fanfare van Orrskog en kon tegelijkertijd gaan werken in een dozenfabriek. Die ging al snel failliet, maar na een aantal snabbels kon hij toch weer aan de slag in eenzelfde fabriek, waar hij als voorman bleef werken tot zijn pensioen. Hij ligt begraven op het plaatselijk kerkhof nabij de Skutskär kirke.
Gedurende zijn leven bleef hij de viool trouw en schreef een tachtigtal werkjes en bewerkingen voor zijn instrument. Het genre is daarbij volksmuziek zoals polka’s en een bruidsmars. In Noorwegen zijn van hem twee bundels uitgegeven van volksdansen voor viool; de uitgeverij van Warmuth Musikforlag. Noorwegen zat toen nog in de Personele unie met Zweden.